# ラブアン総督
ラブアン総督（ラブアンそうとく）は、イギリス統治下にあったラブアン直轄植民地の長として置かれた行政責任者。
1848年から1890年まではロンドンの英国政府により任命されたが、ラブアン植民地政庁が北ボルネオ会社監督下に移った1890年から海峡植民地に編入されることが決まった1906年（編入は翌1907年）までの間、北ボルネオ会社により任命された。

## 歴代総督（英国政府による任命）
| 氏名 | 就任   | 退任   |
| --- | ------ | ------ |
| ジェームズ・ブルック - 副総督: ウィリアム・ネイピア（1848年 – 1850年) - 副総督: ジョン・スコット（1850年 - 1856年） | 1848年 | 1852年 |
| ジョージ・ウォーレン・エドワーズ                                                                                    | 1856年 | 1861年 |
| トーマス・フィッツジェラルド・キャラハン                                                                            | 1861年 | 1866年 |
| ヒュー・ロー（代理）                                                                                                | 1866年 | 1867年 |
| ジョン・ポープ・ヘネシー                                                                                            | 1867年 | 1871年 |
| ヘンリー・ブルワー                                                                                                  | 1871年 | 1875年 |
| ハーバート・アッシャー                                                                                              | 1875年 | 1879年 |
| チャールズ・リース                                                                                                  | 1879年 | 1881年 |
| ピーター・レイス（代理）                                                                                            | 1881年 | 1888年 |
| アーサー・シャーリー・ハミルトン                                                                                    | 1888年 | 1890年 |

## 歴代総督（北ボルネオ会社による任命）

北ボルネオ総督旗（1890年 – 1903年）

北ボルネオ総督旗（1903年 - 1906年）

| 氏名                             | 就任   | 退任   |
| -------------------------------- | ------ | ------ |
| チャールズ・クレイ               | 1890年 | 1895年 |
| レスター・ビューフォート         | 1895年 | 1899年 |
| ヒュー・クリフォード             | 1900年 | 1901年 |
| アーネスト・バーチ               | 1901年 | 1903年 |
| エドワード・ペレグリン・ゲリッツ | 1904年 | 1906年 |

## 歴代総督（海峡植民地総督による兼任）

海峡植民地総督旗（1906年 - 1946年）

| 氏名                                               | 就任   | 退任   |
| -------------------------------------------------- | ------ | ------ |
| ジョン・アンダーソン                               | 1906年 | 1911年 |
| アーサー・ヤング                                   | 1911年 | 1920年 |
| ローレンス・ギルマード                             | 1920年 | 1927年 |
| ヒュー・クリフォード（再任）                       | 1927年 | 1929年 |
| ジョン・スコット                                   | 1929年 | 1930年 |
| セシル・クレメンティ                               | 1930年 | 1934年 |
| シェントン・トーマス                               | 1934年 | 1941年 |
| 日本による占領にともなう中断                       |        |        |
| シェントン・トーマス（日本による占領終了後、復帰） | 1945年 | 1946年 |

## 参考資料
- "Malaysia States and Territories", WORLD STATESMAN.org (英語). 2024年5月22日閲覧。